# Lamu arkipelag
Lamu arkipelag (swahili: Visiwa cha Lamu) är en arkipelag i Indiska oceanen, vid kustprovinsen i Kenya. Ögruppen tillhör Kenya. Öarna som ingår i arkipelagen är belägna mellan städerna Lamu och Kiunga.

## Geografi
De största öarna i arkipelagen är Pate, Manda och Lamu Island. Bland ögruppens mindre öar finns Kiwayu, som ligger i Kiunga Marine National Reserve, och Manda Toto. Den största staden heter Lamu och ligger på ön som bär samma namn. Gamla staden i Lamu upptogs år 2001 på Unescos världsarvslista.

## Historia
Det finns många historiskt och arkeologiskt intressanta platser i Lamu arkipelagen, till exempel Takwa och Manda (båda på Manda Island), samt Shanga (på Pate Island). Det har på senare år genomförts arkeologiska utgrävningar i delar av arkipelagen, vilket ger nya insikter i swahiliers historia och om swahilikulturen.
Enligt vissa källor sjönk kinesiska fartyg från Zheng Hes flotta nära ön Lamu år 1415. Överlevande bosatte sig på ön och gifte sig med lokala kvinnor. Fynd som gjorts i samband med utgrävningar på ön anses tyda på att dessa antaganden kan stämma. Det har också utförts DNA-tester på några boende, som anses visa att berörda har kinesiska anfäder.
Sex sekler senare är arkipelagen vittne till ett nytt och mer permanent kinesiskt utvecklande av den regionala ekonomin. 2012 inleddes bygget av Lamu Port, en modern containerterminal belägen direkt norr om Manda Island och väster om Pate; terminalen färdigställdes under 2021. Hamnen är del av ett stort och delvis kinesiskfinansierat infrastrukturprojekt – Lamu Port-South Sudan-Ethiopia Transport Corridor – som är tänkt att göra Kenya till Östafrikas transportnav, med vägbyggen från kusten, genom Kenya och in i både Sydsudan och Etiopien.

## Bilder

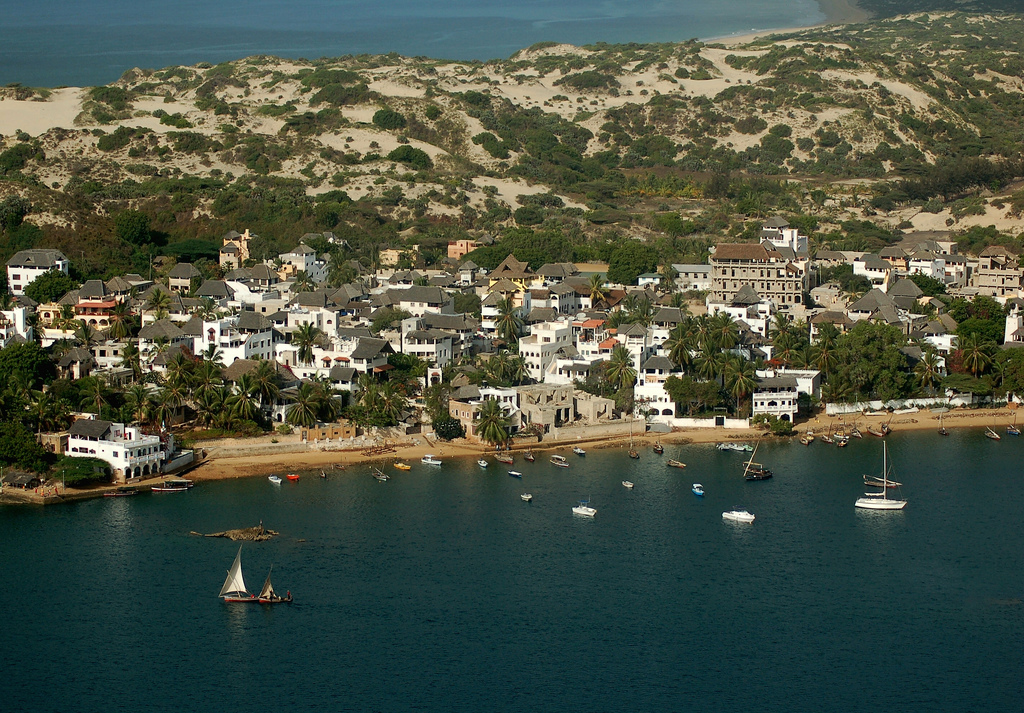
Vy över byn Shela på Lamu Island.
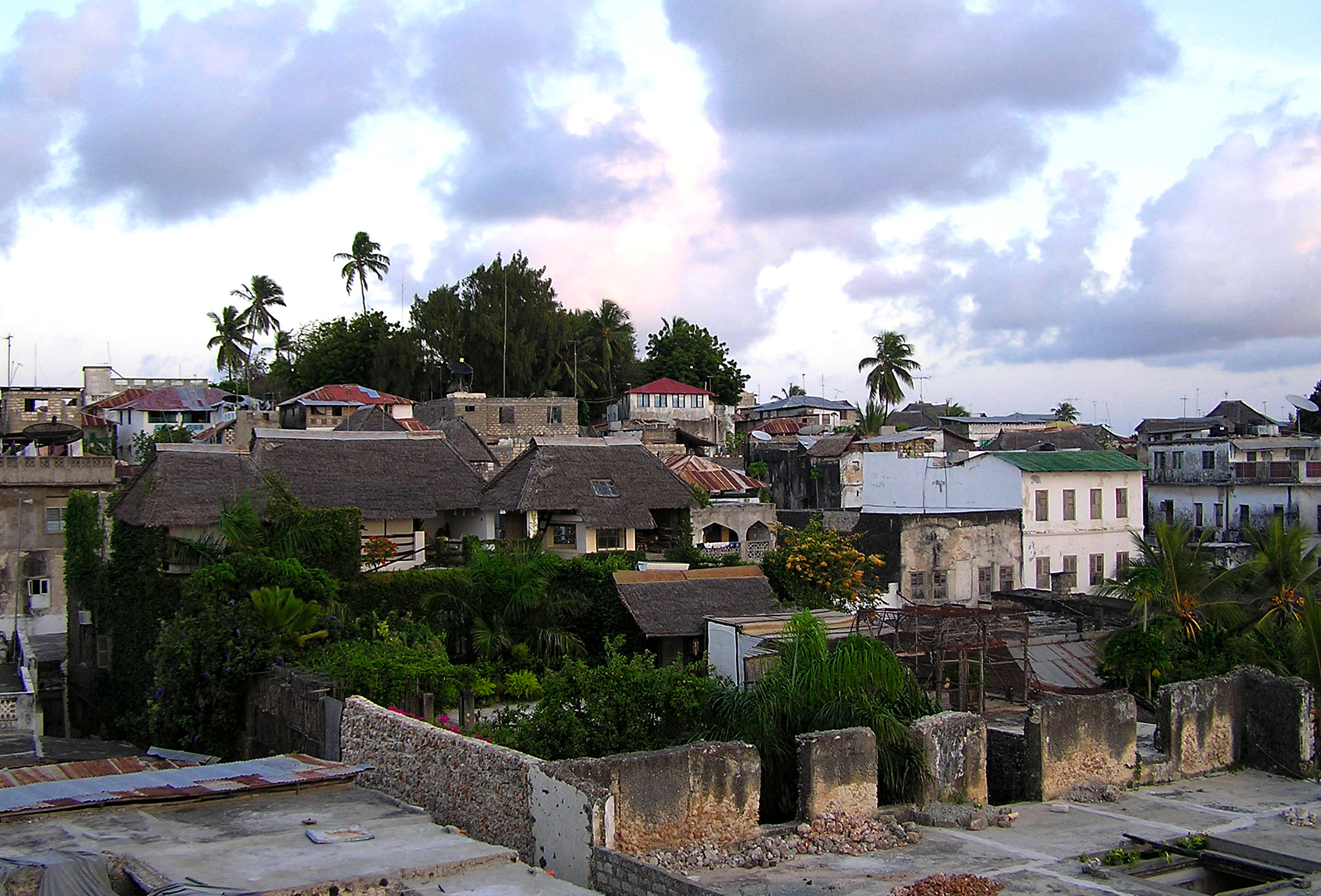
Staden Lamu.
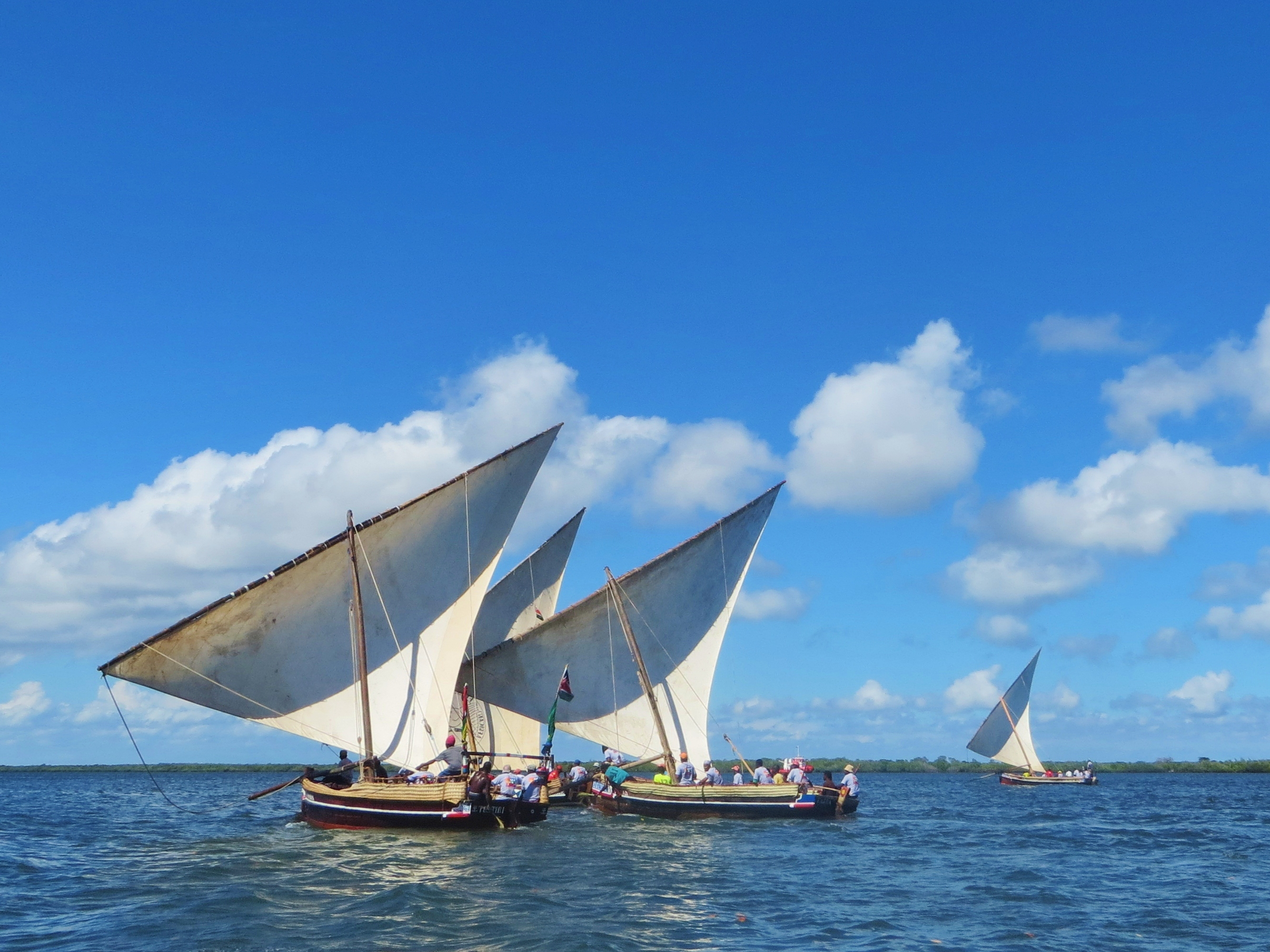
Tävling med traditionella dhower i samband med Mawlid-högtiden.
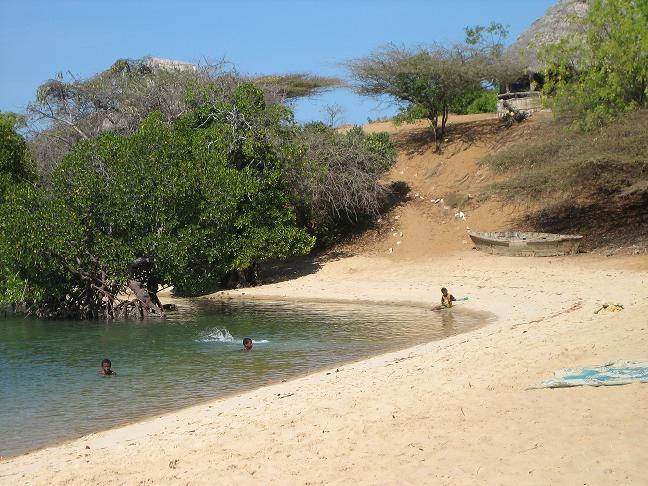
Badstrand på ön Kiwayu.
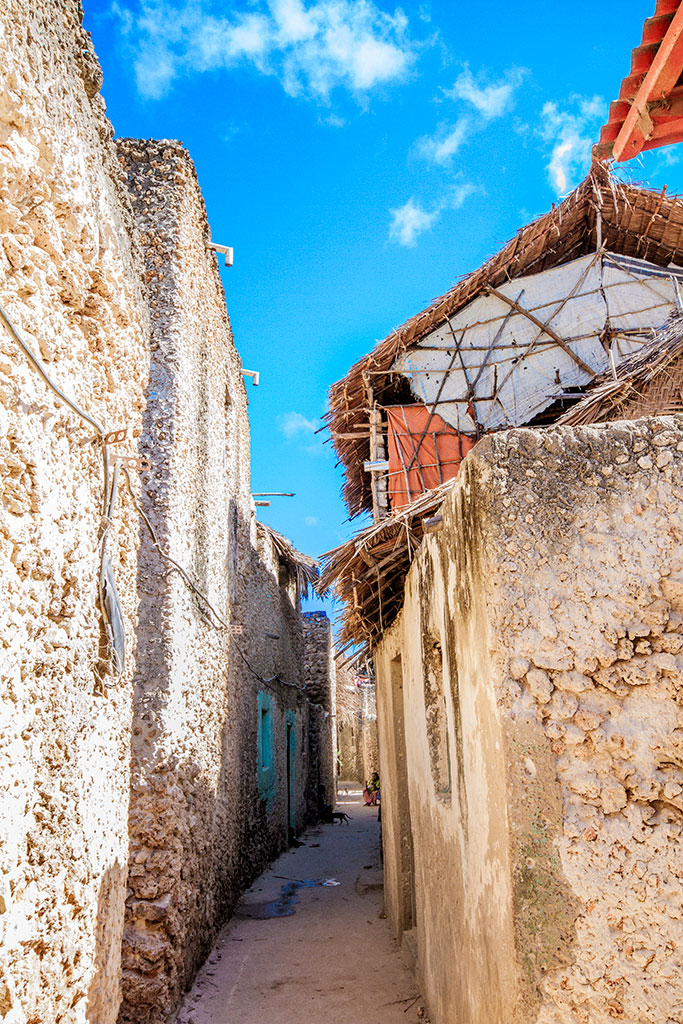
Gränder på Pate.
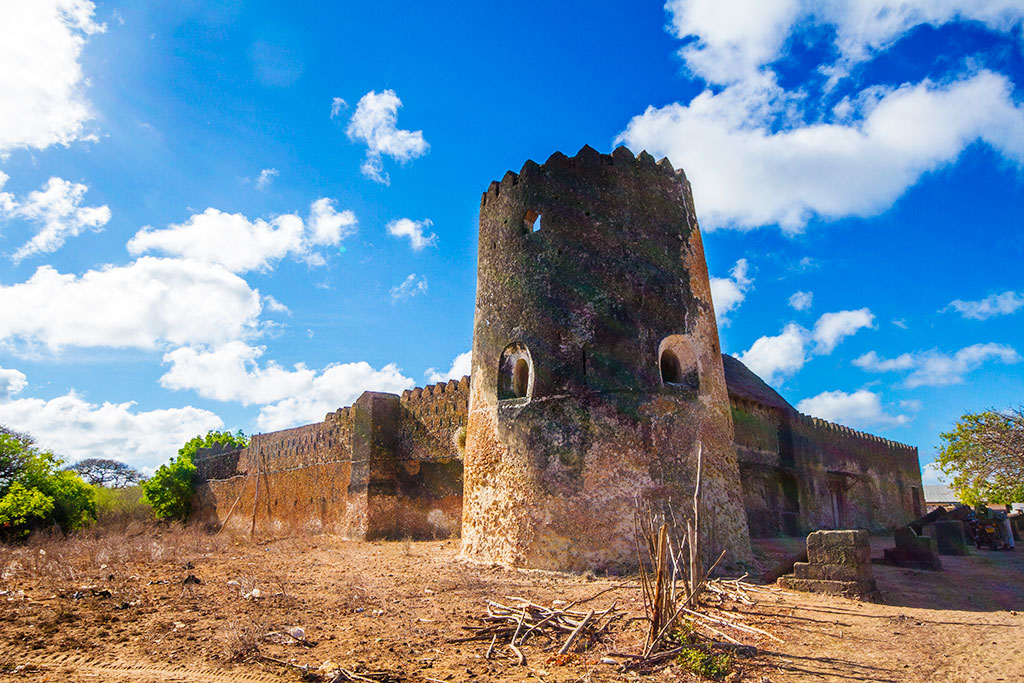
Fortet på Pate.
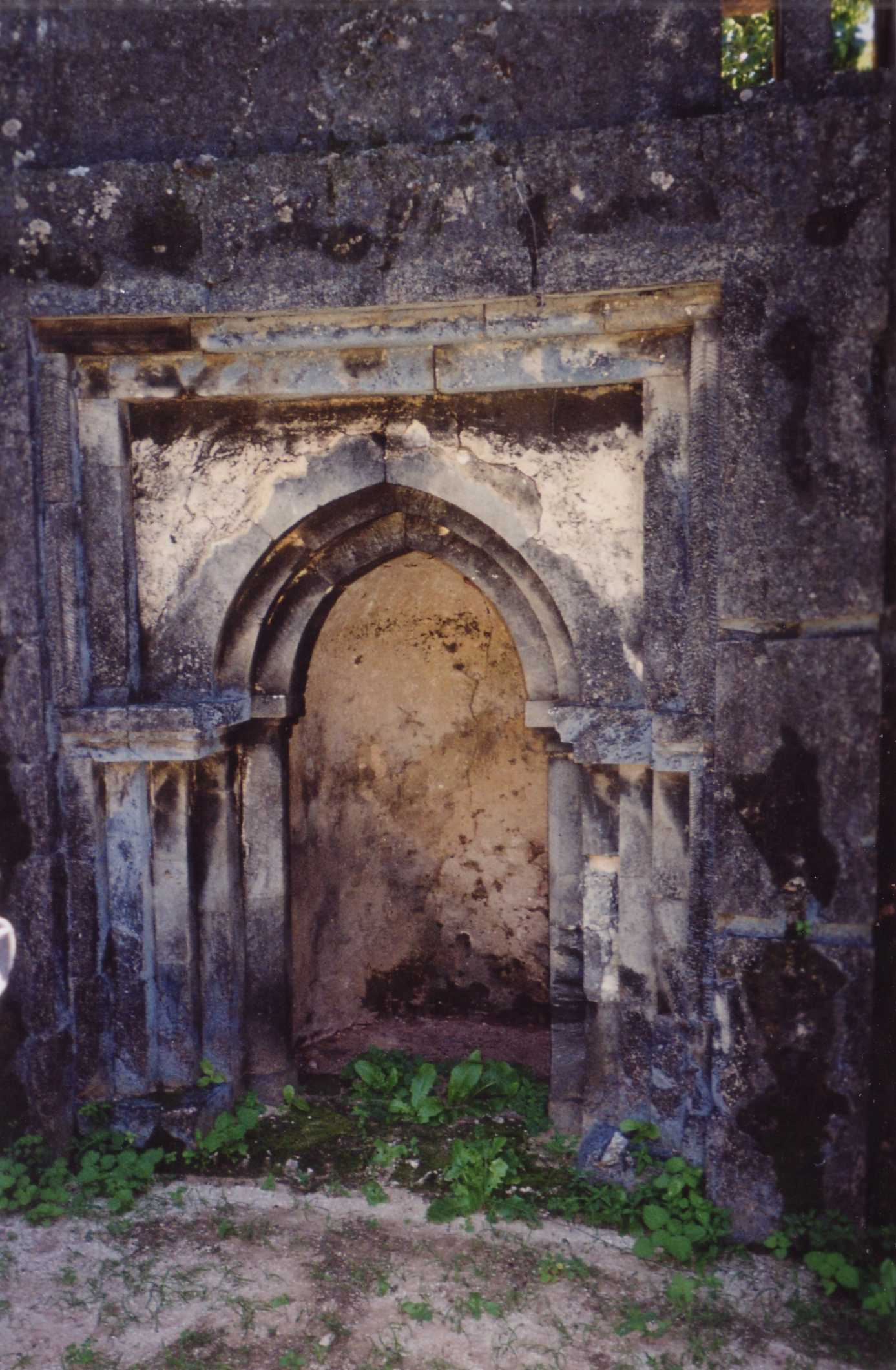
Ruiner från 1500-talet på Manda Island.